# محوطه تپه ماران
محوطه تپه ماران مربوط به عصر مس و سنگ است و در شهرستان سرپل ذهاب، بخش مرکزی، دهستان دشت ذهاب، ۶۰۰ متری غرب روستای تپه ماران واقع شده و این اثر در تاریخ ۲۷ اسفند ۱۳۸۷ با شمارهٔ ثبت ۲۶۲۷۸ به‌عنوان یکی از آثار ملی ایران به ثبت رسیده است.